# Liste der deutschen Botschafter in Ungarn
Liste der deutschen Generalkonsule, Gesandten und Botschafter in Ungarn.

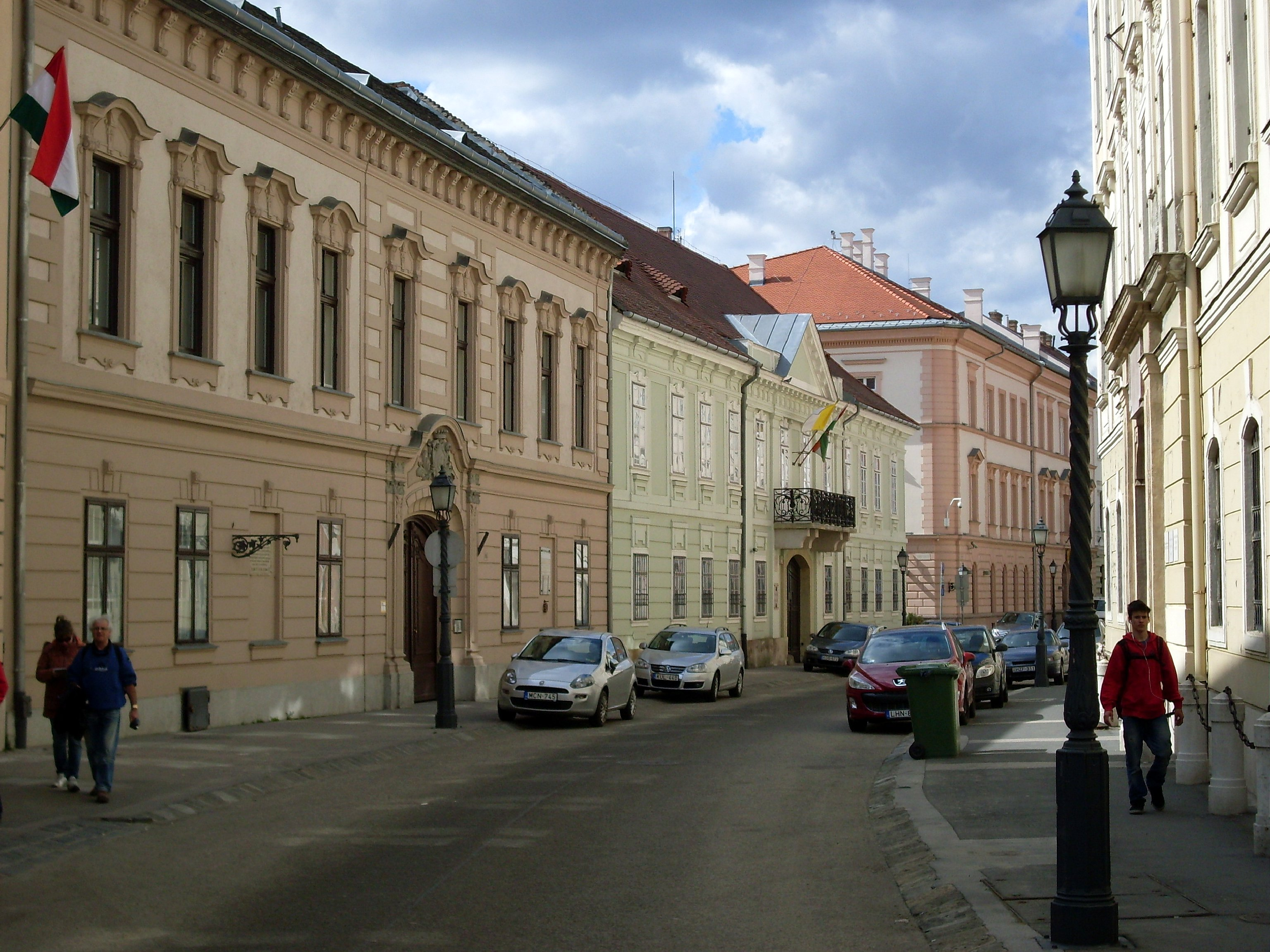
Nachbarschaft der Deutschen Botschaft in der Úri utca, Budapest

Mit der deutschen Reichsgründung 1871 übernahm das Deutsche Kaiserreich das zuvor preußische Generalkonsulat in Budapest. Mit der staatlichen Unabhängigkeit Ungarns nach dem Ersten Weltkrieg wurde das Generalkonsulat 1921 zur Gesandtschaft aufgewertet. Für die diplomatischen Vertreter des Deutschen Reichs in Ungarn vor 1921, siehe Liste der deutschen Botschafter in Österreich-Ungarn.

## Missionschefs

### Generalkonsule
| Name                                                    | Bild              | Amtszeit          | Anmerkungen                                |
| / Deutsches Reich                                       | / Deutsches Reich | / Deutsches Reich | / Deutsches Reich                          |
| ------------------------------------------------------- | ----------------- | ----------------- | ------------------------------------------ |
| Ludwig von Wäcker-Gotter (* 1833; † 1908)               |                   | 1869–1879         | Generalkonsul                              |
| Clemens Busch (* 1834; † 1895)                          |                   | 1879–1881         | Generalkonsul                              |
| Florian von Thielau (* 1839; † 1886)                    |                   | 1881–1883         | Generalkonsul                              |
| Maximilian Graf von Berchem (* 1841; † 1910)            |                   | 1883–1885         | Generalkonsul                              |
| Viktor von Bojanowski (* 1831; † 1892)                  |                   | 1885–1888         | Generalkonsul                              |
| Ludwig von Plessen-Cronstern (* 1848; † 1929)           |                   | 1888–1890         | Generalkonsul                              |
| Anton Graf von Monts (* 1852; † 1930)                   |                   | 1890–1894         | Generalkonsul                              |
| Max von Ratibor und Corvey (* 1856; † 1924)             |                   | 1894–1897         | Generalkonsul                              |
| Hans Prinz von Hohenlohe-Oehringen (* 1858; † 1945)     |                   | 1898–1899         | Generalkonsul                              |
| Paul von Below-Schlatau (* 1859; † 1925)                |                   | 1899–1904         | Generalkonsul                              |
| Botho von Wedel (* 1862; † 1943)                        |                   | 1904–1907         | Generalkonsul                              |
| Hermann Prinz von Schönburg-Waldenburg (* 1865; † 1943) |                   | 1907–1909         | Generalkonsul                              |
| Ulrich von Brockdorff-Rantzau (* 1869; † 1928)          |                   | 1909–1912         | Generalkonsul                              |
| Egon Graf von Fürstenberg-Stammheim (* 1869; † 1925)    |                   | 1912–1922         | Generalkonsul ab 9. Oktober 1921 Gesandter |

### Gesandte und Botschafter

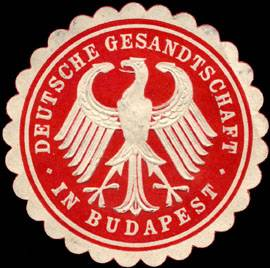
Siegelmarke der Deutschen Gesandtschaft

| Name                                                 | Bild              | Amtszeit          | Anmerkungen                                |
| / Deutsches Reich                                    | / Deutsches Reich | / Deutsches Reich | / Deutsches Reich                          |
| ---------------------------------------------------- | ----------------- | ----------------- | ------------------------------------------ |
| Egon Graf von Fürstenberg-Stammheim (* 1869; † 1925) |                   | 1912–1922         | Generalkonsul ab 9. Oktober 1921 Gesandter |
| Viktor Prinz zu Wied (* 1877; † 1946)                |                   | 1922–1923         |                                            |
| Johannes von Welczeck (* 1878; † 1972)               |                   | 1923–1926         |                                            |
| Hans von Schoen (* 1876; † 1969)                     |                   | 1926–1933         |                                            |
| Hans Georg von Mackensen (* 1883; † 1947)            |                   | 1933–1937         |                                            |
| Otto von Erdmannsdorff (* 1888; † 1978)              |                   | 1937–1941         |                                            |
| Dietrich von Jagow (* 1892; † 1945)                  |                   | 1941–1944         |                                            |
| Edmund Veesenmayer (* 1904; † 1977)                  |                   | 1944–1945         | Bevollmächtigter des Großdeutschen Reichs  |
| BR Deutschland                                       |                   |                   |                                            |
| Hardo Brückner                                       |                   | 1964–1971         | Leiter der Handelsvertretung               |
| Hermann Kersting (* 1915)                            |                   | 1974–1978         |                                            |
| Johannes Balser                                      |                   | 1978–1981         |                                            |
| Norman Dencker (* 1922)                              |                   | 1981–1984         |                                            |
| Ernst Friedrich Jung (* 1922; † 2016)                |                   | 1984–1987         |                                            |
| Hans Alfred Steger (* 1926; † 2009)                  |                   | 1987–1989         |                                            |
| Alexander Arnot (* 1931; † 2023)                     |                   | 1989–1993         |                                            |
| Otto-Raban Heinichen (* 1932)                        |                   | 1993–1996         |                                            |
| Hasso Buchrucker (* 1935)                            |                   | 1996–2000         |                                            |
| Wilfried Gruber (* 1942)                             |                   | 2000–2003         |                                            |
| Ursula Seiler-Albring (* 1943)                       |                   | 2003–2006         |                                            |
| Hans Peter Schiff (* 1943)                           |                   | 2006–2008         |                                            |
| Dorothee Janetzke-Wenzel (* 1953)                    |                   | 2008–2011         |                                            |
| Matei Hoffmann (* 1951)                              |                   | 2011–2014         |                                            |
| Lieselore Cyrus (* 1951)                             |                   | 2014–2015         |                                            |
| Heinz-Peter Behr (* 1955)                            |                   | 2015–2017         |                                            |
| Volkmar Wenzel                                       |                   | 2017–2020         |                                            |
| Johannes Haindl                                      |                   | 2020–2022         |                                            |
| Julia Gross                                          |                   | seit 2022         |                                            |

## Weblink
- Webseite der Deutschen Botschaft Budapest